# China Cry: A True Story
China Cry: A True Story ist ein biographischer Film aus dem Jahr 1990, der in China zur Zeit der kommunistischen Machtübernahme spielt und auf einem Buch von Nora Lam basiert.
Er erzählt die wahre Geschichte von Sung Neng Yee in den 1950er Jahren. Der Film ist auch ein Beispiel für positive asiatische Charaktere in einem Film mit christlichen Inhalten.

## Handlung
Sung Neng Yee wurde in eine wohlhabende Familie hineingeboren und ist zuerst bestrebt, Teil von Mao Zedongs „neuer Gesellschaft“ zu werden. Doch das marxistische Regime bringt ihrer Familie Not und Entbehrungen. Sie wird von den Behörden verhaftet und entgeht nur knapp einem Erschießungskommando, wobei sie glaubt, dass es nur Jesus Christus gewesen sein kann, der sie davor gerettet hat. Sie wird trotz ihrer Schwangerschaft in ein Arbeitslager gebracht, aber sie überlebt und schafft es schließlich sogar, ihre Kinder und ihre Familie in die Freiheit zu führen.

## Kritik
„Drama nach einer wahren Geschichte. Eine dreifache Mutter und begeisterte Anhängerin Maos gerät in den Strudel der chinesischen Kulturrevolution, weil sie von ihren Eltern christlich erzogen wurde. In der Folgezeit hat sie furchtbare physische und psychische Qualen zu überstehen.“